# Carcharhinus acronotus
El tiburón de morro negro  (Carcharhinus acronotus) es una especie de elasmobranquio carcarriniforme de la familia Carcharhinidae que habita en las costas atlánticas de América.

## Descripción
Tiene el cuerpo delgado y largo, y el hocico redondeado. La primera aleta dorsal y las aletas pectorales son pequeñas. Los colores siempre se aproximan al gris, pudiendo ser amarillentos o verdosos. Bajo la punta de la boca tiene una mancha oscura que le da el nombre en inglés ("blacknose shark"). Esta mancha negra está más diferenciada en ejemplares jóvenes.
El tamaño promedio es de alrededor de 125 cm y el peso de 10 kg. Tomando esto como estándar, se han dado casos de ejemplares que alcanzaban los 2 metros de longitud. El tamaño al nacer es de entre 40 y 50 cm. Los machos maduros miden entre 95 y 105 cm de longitud, y las hembras maduras entre 100 y 105 cm.
La clave para distinguirlos de otros tiburones es su característica mancha bajo el hocico.

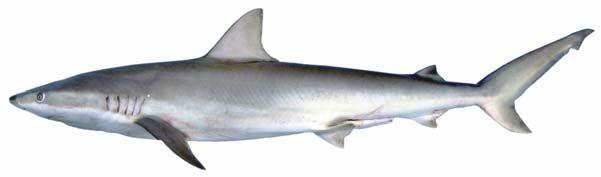
Un ejemplar de tiburón de morro negro.

## Distribución
Se distribuye sobre todo por el Atlántico Oeste: Carolina del Norte a Florida, las Bahamas, el Golfo de México, Antillas, Venezuela y hasta el sur de Uruguay.
Estos tiburones son muy comunes en las zonas costeras tropicales y de zonas templadas cálidas. Se encuentran principalmente en las plataformas continentales e insulares, con fondo de arena y coral.

## Comportamiento
Se puede encontrar en profundidades de hasta 10 m. La alimentación de Carchahinus acronotus está basada, principalmente en peces pequeños. Es una especie ovovivípara, y el tamaño de cada camada es de entre 3 y 6 ejemplares. Estos tiburones tienen, además, una tasa de crecimiento muy rápido y madurando hacia los 2 años.
Carchanius acronotus es inofensivo para los seres humanos, a pesar de que presentan el llamado "hunching".

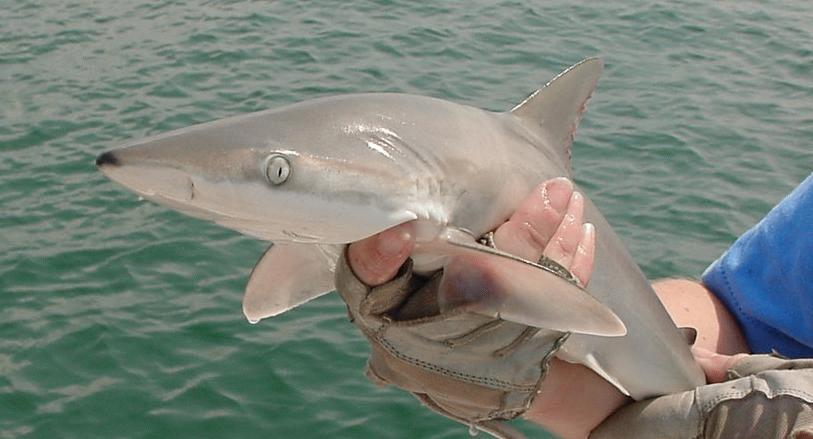
bebe tiburón de morro negro.